# Oxyrhachis agrestis
Oxyrhachis agrestis är en insektsart som beskrevs av Capener 1962. Oxyrhachis agrestis ingår i släktet Oxyrhachis och familjen hornstritar. Inga underarter finns listade i Catalogue of Life.